# Zwaanwijck
Zwaanwijck is een buitenplaats langs de rivier de Vecht bij het Nederlandse dorp Nigtevecht.
De buitenplaats is in de 18e eeuw ontstaan. Rond 1895 is een nieuwe buitenplaats aangelegd. Architect H.H. Hagedorn jr. ontwierp daarin het hoofdgebouw. Op de buitenplaats bevinden zich ook uit dezelfde tijd een koetshuis, tuinmanswoning en een houten theekoepel. Nadien is de buitenplaats verbouwd. Onder anderen Mien Ruys zorgde voor een nieuw tuinontwerp.

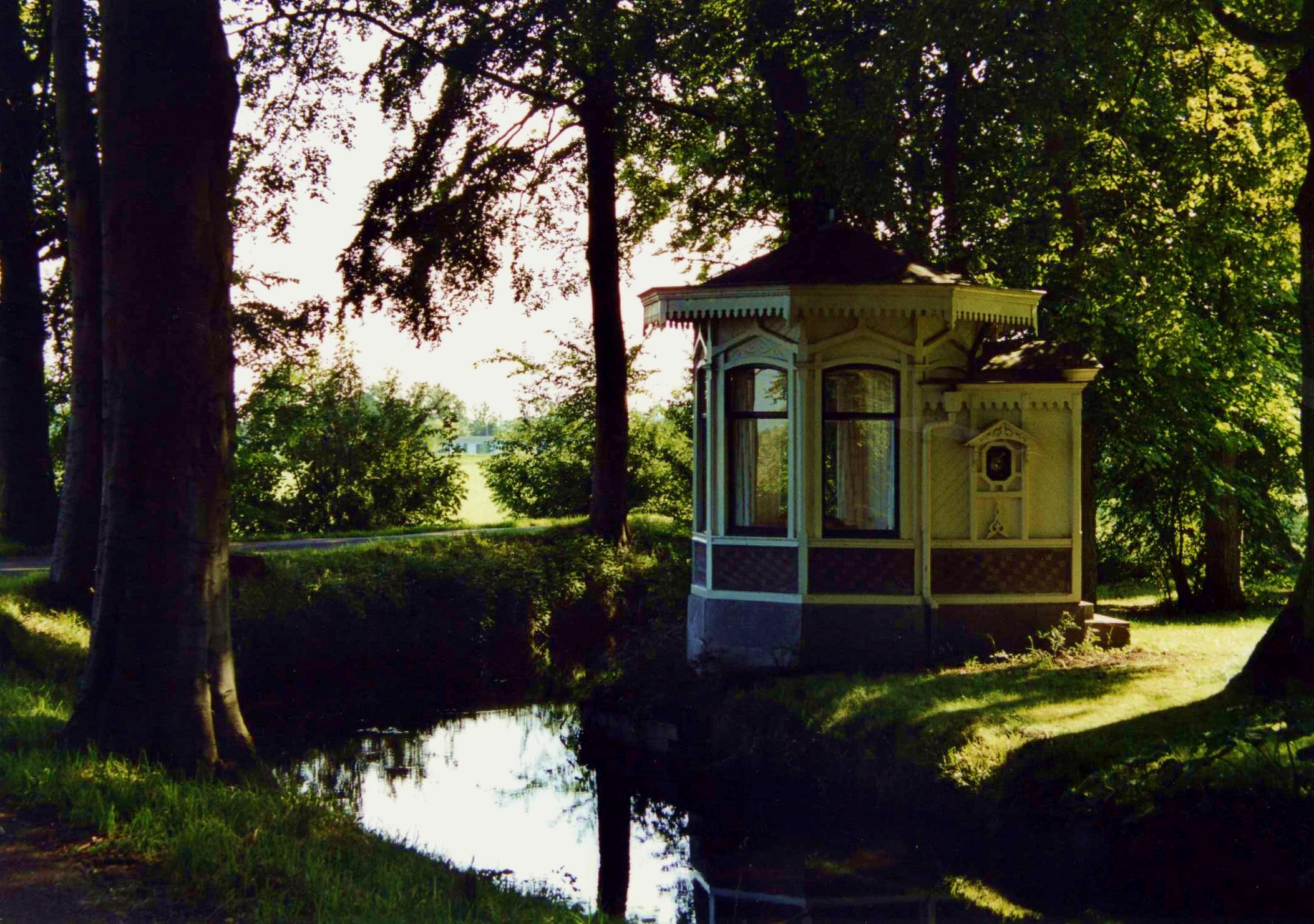
Theekoepel

## Trivia
- In de jaren 70 rond 1973 werden er opnames gemaakt voor de serie, Peppi en Kokki en stond de buitenplaats als decor voor de aflevering, Koksmaatjes.

Beek en Hof · 
Bijdorp · 
Boom en Bosch · 
Cromwijck ·
Cronenburgh · 
Daelwijck · 
De Nes · 
Doornburgh · 
Elsenburg · 
Gansenhoef ·
Geesbergen · 
Goudestein ·
Groenevecht ·
Hazenburg ·
Herteveld ·
Hofwerk · 
Hoogevecht ·
Huis ten Bosch ·
Leeuw en Vecht · 
Leeuwenburg · 
Middenhoek · 
Nieuwerhoek · 
Oostervecht · 
Op Buuren · 
Otterspoor ·
Oud Over · 
Ouderhoek · 
Over-Holland · 
Petersburg ·
Queekhoven · 
Raadhoven · 
Richmond ·
Roosendaal · 
Rupelmonde · 
Slangevecht · 
Slotzicht ·
Soetendaal · 
Sterreschans · 
Swaenenvecht · 
Ter Meer · 
Vecht en Dijk · 
Vecht en Hoff ·  
Vechtenstein · 
Vechtevoort · 
Vechtoever · 
Vechtstroom ·  
Vechtvliet · 
Vijverhof · 
Villa Nova ·
Vredenhoef ·
Vreedenhoff ·
Vreedenhorst ·
Vreedenoord ·
Wallestein ·
Zijdebalen ·
Zuylenburgh ·
Zwaanwijck